# Casque Mk. 7

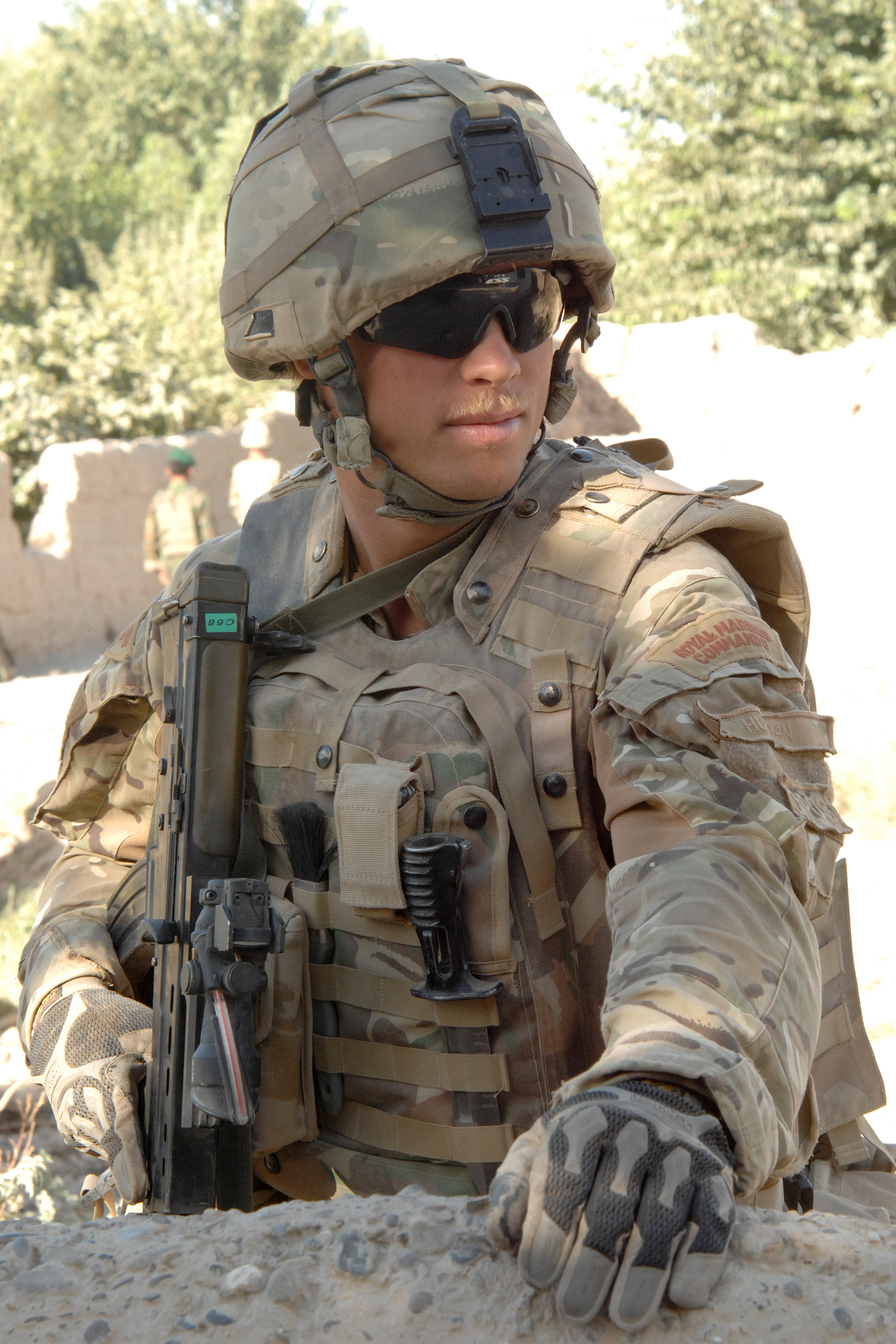
Un soldat britannique porteur d'un casque Mk. 7 en Afghanistan (juin 2010).

Le casque Mk. 7 est le casque le plus récent des forces armées britanniques. Officiellement connu sous le nom de casque de combat GS (pour General Service: services généraux) Mark 7, il remplace les casques précédents Mk. 6 et Mk. 6A mis en service respectivement en 1982 et 2005.
Le casque Mk.7 est entré en service en juin 2009 en tant qu'UOR (Urgent Operational Requirement, demande opérationnelle urgente). Le nouveau casque offre la même protection balistique que le casque Mk. 6A, mais sa nouvelle forme permet à un soldat couché de viser juste, l'arrière du casque ne venant plus buter dans le gilet pare-balles, ce qui poussait le casque vers l'avant, perturbant la vision.
Le casque Mk.7 est plus léger que son prédécesseur - 1,02 kg au lieu de 1,50 kg pour le casque Mk. 6 - et a un meilleur cerclage de menton pour la stabilité. Il est produit dans une nouvelle couleur - brun clair, à la différence du Mk.6A qui est noir et au Mk.6 qui est vert olive. Il a été utilisé pour la première fois en Afghanistan.
La protection balistique est mesurée avec V50 et pour la Mk7, il est d'environ 650 m/s.